# ACKR4
ACKR4 (англ. Atypical chemokine receptor 4) – білок, який кодується однойменним геном, розташованим у людей на короткому плечі 3-ї хромосоми.  Довжина поліпептидного ланцюга білка становить 350 амінокислот, а молекулярна маса — 39 914.
| 10         |  | 20         |  | 30         |  | 40         |  | 50         |
| ---------- |  | ---------- |  | ---------- |  | ---------- |  | ---------- |
| MALEQNQSTD |  | YYYEENEMNG |  | TYDYSQYELI |  | CIKEDVREFA |  | KVFLPVFLTI |
| VFVIGLAGNS |  | MVVAIYAYYK |  | KQRTKTDVYI |  | LNLAVADLLL |  | LFTLPFWAVN |
| AVHGWVLGKI |  | MCKITSALYT |  | LNFVSGMQFL |  | ACISIDRYVA |  | VTKVPSQSGV |
| GKPCWIICFC |  | VWMAAILLSI |  | PQLVFYTVND |  | NARCIPIFPR |  | YLGTSMKALI |
| QMLEICIGFV |  | VPFLIMGVCY |  | FITARTLMKM |  | PNIKISRPLK |  | VLLTVVIVFI |
| VTQLPYNIVK |  | FCRAIDIIYS |  | LITSCNMSKR |  | MDIAIQVTES |  | IALFHSCLNP |
| ILYVFMGASF |  | KNYVMKVAKK |  | YGSWRRQRQS |  | VEEFPFDSEG |  | PTEPTSTFSI |
|            |  |            |  |            |  |            |  |            |

A: Аланін

C: Цистеїн

D: Аспарагінова кислота

E: Глутамінова кислота

F: Фенілаланін

G: Гліцин

H: Гістидин

I: Ізолейцин

K: Лізин

L: Лейцин

M: Метіонін

N: Аспарагін

P: Пролін

Q: Глутамін

R: Аргінін

S: Серин

T: Треонін

V: Валін

W: Триптофан

Кодований геном білок за функціями належить до рецепторів, g-білокспряжених рецепторів, білків внутрішньоклітинного сигналінгу, фосфопротеїнів. 
Локалізований у клітинній мембрані, мембрані, ендосомах.